# Lagardère Group
Lagardère S.A. (pronunție în franceză [laɡaʁdɛʁ]) este un conglomerat francez cu sediul în Paris, care deține diverse afaceri în media și, de asemenea, o participație indirectă de 15,1 % la compania aeronautică și de apărare EADS.
Lagardère este unul dintre cele mai mari trusturi de presă din Europa.
Lagardère cuprinde 11 programe de satelit și 16 case de producție care realizează 25 % din producțiile de televiziune în Franța.
Cifra de afaceri în trimestrul 1 din 2009: 1,77 miliarde Euro

## Lagardère Group în România
Grupul Lagardère a intrat în România în anul 1996, prin achiziționarea Radio Total Timișoara, redenumit ulterior Radio 21 Timișoara.
În anul 1998, grupul a relansat rețeaua de Radio 21, iar în 1999, a obținut licența pentru prima rețea națională de radio comercial, Europa FM, care a început să emită din anul 2000.
În anul 2007, Lagardère a achiziționat rețeaua de radio Deea, o parte din licențe fiind folosite pentru lansarea, în aprilie 2008, a rețelei Vibe FM. Grupul mai deține și Regia de vânzări Radio Regie Music.
Număr de angajați în 2008: 120